# Рашович, Бранко
Бранко Рашович (сербохорв. Branko Rašović; 11 апреля 1942, Подгорица — 11 октября 2024, Белград) — югославский футболист, защитник.

## Карьера

### Клубная карьера
Во взрослом футболе дебютировал в 1962 году в клубе «Будочност», где играл на позиции центрального полузащитника. В сезоне 1961/62 клубу удалось выйти в Первую лигу.
В 1964 году Рашович перешёл в белградский клуб «Партизан», где он вновь играл в Первой лиге. В сезоне 1964/65 он вместе с клубом завоевал титул чемпиона Югославии. Пиком его карьеры стал финал Кубка Европейских чемпионов 1966 года в Брюсселе, когда «Партизан» сыграл против мадридского «Реала». Благодаря двум голам Амансио Амаро и Фернандо Серены «Реалу» удалось победить в матче и завоевать титул чемпиона Европы.
В 1969 году Рашович перешёл в немецкий клуб «Боруссия (Дортмунд)». Рашович провёл пять сезонов в «Боруссии» и сыграл 109 матчей. Завершил карьеру футболиста в 1974 году.

### Карьера в сборной
Рашович дебютировал за сборную Югославии 1 апреля 1964 года в товарищеском матче против сборной Болгарии, который Югославия выиграла со счётом 1:0.
Всего в составе сборной Рашович сыграл в 10 матчах, не забив ни одного гола.

### Смерть
Скончался 11 октября 2024 года в возрасте 82 лет.